# Einsatzkommando

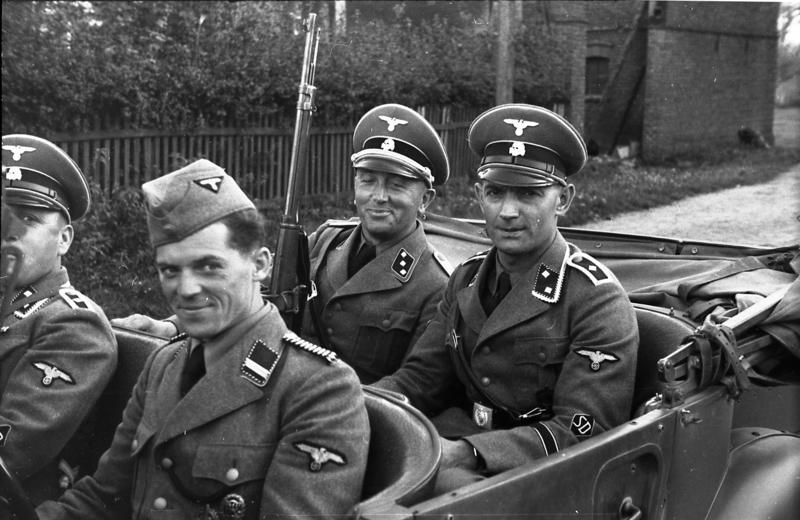
Sicherheitsdienst (SD) a Polònia

Durant la Segona Guerra Mundial, els Einsatzkommandos de l'Alemanya Nazi foren un subgrup de cinc esquadrons de la mort mòbils Einsatzgruppen (terme usat pels historiadors de l'Holocaust) – de fins a 3.000 homes cadascun - habitualment formats per 500-1.000 funcionaris de les SS i la Gestapo, la missió dels quals era assassinar jueus, intel·lectuals polonesos gitanos, comunistes i col·laboradors de l'NKVD en els territoris capturats, sovint molt per darrere del front d'avanç alemany. Després de l'esclat de la guerra amb la Unió Soviètica, conegut com l'Operació Barbarroja, l'Exèrcit Roig es va començar a retirar tan ràpidament que els grans Einsatzgruppen van haver de ser dividits en dotzenes de comandos més petits (Einsatzkommandos), responsables de l'assassinat sistemàtic de jueus i, entre d'altres, presumptes partisans soviètics darrere les línies de la Wehrmacht. Diversos oficials d'Einsatzkommando foren jutjats i penjats en acabar la guerra.

## Organització delsEinsatzgruppen
Els Einsatzgruppen (alemany: unitats d'operacions especials) eren grups paramilitars formats originalment el 1938 sota la direcció de Reinhard Heydrich - Cap de l'SD, i la Sicherheitspolizei (Policia de Seguretat, la SIPo). Eren operats per les Schutzstaffel (SS). Per una directiva de Hitler-Himmler, els Einsatzgruppen van ser reformats en previsió de l'assalt a Rússia de 1941. Els Einsatzgruppen van estar una vegada més sota el control de Reinhard Heydrich com a cap de l'Reichssicherheitshauptamt (RSHA), l'Oficina de Seguretat del Reich), i després de la seva mort, sota el comandament del seu successor, Ernst Kaltenbrunner.
Hitler va ordenar a l'SD i la Policia de Seguretat que suprimissin l'amenaça de la resistència local darrere la línia del front de la Wehrmacht. El Quartermaster General Eduard Wagner (en representació de Wilhelm Keitel, cap del Comandament Suprem de la Wehrmacht) es va reunir amb Heydrich i van acordar l'activació, compromís, comandament i jurisdicció de la Policia de Seguretat i les unitats de l'SD en la taula d'operacions i d'equipament de la Wehrmacht: a les zones d'operacions reals, els Einsatzgruppen funcionaven en subordinació administrativa als exèrcits de campanya per tal de dur a terme les tasques assignades per Heydrich. La seva tasca principal (durant la guerra), d'acord amb el que va declarar el general de les SS Erich von dem Bach, en els Judicis de Nuremberg: "era l'aniquilació dels jueus, gitanos i comissaris polítics soviètics". Foren un component clau en la implementació de la "Solució Final de la qüestió jueva" (alemany: Die Endlösung der Judenfrage) en els territoris conquistats. Aquestes unitats d'assassins s'han de considerar en conjunció amb l'Holocaust.
Els comandants militars sabien la tasca dels Einsatzgruppen. Els Einsatzgruppen depenien del seu comandant militar quant a allotjament, menjar i transport. Les relacions entre l'exèrcit regular i la SIPo i l'SD eren properes. Els comandants dels Einsatzgruppen van informar que l'entesa amb els comandants de la  Wehrmacht feia considerablement més fàcil la realització de les seves tasques.
Al començament de l'Operació Barbarroja, es van formar quatre Einsatzgruppen, cadascun unit a un grup de l'Exèrcit: Einsatzgruppe A Grup d'Exèrcits del Nord Einsatzgruppe B Grup d'Exèrcits del Centre,Einsatzgruppe C a Grup d'Exèrcits del Sud, i Einsatzgruppe D 11è Exèrcit alemany. Els oficials dels Einsatzgruppen provenien de l'SD, les Waffen-SS, la Policia Criminal (Kripo), i la Gestapo. Els reclutes provenien de les Waffen-SS, la policia regular, la Gestapo i policies reclutats a nivell local. Quan l'ocasió ho exigia, els comandaments de l'exèrcit alemany reforçaven les forces dels Einsatzgruppen amb les seves pròpies tropes de l'exèrcit regular.